# Indultos realizados por Carlos Menem

Carlos Saúl Menem en el año 1982, durante el Proceso de Reorganización Nacional.

Se conoce como los indultos de Menem una serie de 20 decretos sancionados el 6 de octubre de 1989 y el 30 de diciembre de 1990 por el entonces presidente de la Argentina, Carlos Menem, indultando civiles y militares que cometieron crímenes durante la dictadura cívico-militar autodenominada Proceso de Reorganización Nacional incluyendo a los miembros de las juntas condenados en el Juicio a las Juntas de 1985, al procesado ministro de Economía José Alfredo Martínez de Hoz y los líderes de las organizaciones guerrilleras. Mediante estos decretos fueron indultadas más de mil doscientas personas.
Las leyes de Punto Final (1986) y Obediencia Debida (1987) y los indultos de Menem son conocidas como las leyes de impunidad, aunque las dos primeras fueron leyes votadas por el Congreso de la Nación y con el libre juego de la oposición; en cambio el indulto fue una decisión unilateral, inconsulta y muy posterior a la sanción de las leyes. Luego de que en 2003 el Congreso de la Nación Argentina declarara la nulidad de las leyes de Punto Final y Obediencia Debida algunos jueces comenzaron a declarar inconstitucionales aquellos indultos referidos a crímenes de lesa humanidad.

## Los indultos de 1989
El 7 de octubre de 1989 el presidente Menem sancionó cuatro decretos indultando a doscientos veinte militares y setenta civiles.
- Decreto 1002/89: indultó a todos los jefes militares procesados que no habían sido beneficiados por las leyes de Punto Final y Obediencia Debida, excepto el exgeneral de división Guillermo Suárez Mason, que había sido extraditado de los Estados Unidos.[4]
- Decreto 1003/89: indultó a líderes y miembros de los grupos guerrilleros y otras personas acusadas de subversión, entre ellas personas que se encontraban muertas o "desaparecidas". También indultó a militares uruguayos.[5]
- Decreto 1004/89: indultó a todos los participantes de las rebeliones militares carapintadas de Semana Santa y Monte Caseros en 1987 y de Villa Martelli en 1988.
- Decreto 1005/89: indultó a los exmiembros de la Junta de Comandantes Leopoldo Galtieri, Jorge Isaac Anaya y Basilio Lami Dozo, condenados por los delitos cometidos en la conducción de la Guerra de las Malvinas.[6]

## Los indultos de 1990
El 29 de diciembre de 1990 el presidente Menem sancionó seis decretos indultando a un nuevo grupo de personas.
- Decreto 2741/90: indultó a los exmiembros de las juntas de comandantes condenados en el Juicio a las Juntas de 1985 Jorge Rafael Videla, Emilio Massera, Orlando Ramón Agosti, Roberto Viola, y Armando Lambruschini. Indultó también a los militares condenados en crímenes de lesa humanidad Ramón Camps y Ovidio Riccheri.
- Decreto 2742/90: indultó a Mario Eduardo Firmenich, líder de la organización guerrillera Montoneros.
- Decreto 2743/90: indultó a Norma Kennedy, procesada por malversación de fondos públicos.
- Decreto 2744/90: indultó a Duilio Brunello, condenado a inhabilitación absoluta y perpetua por el delito de malversación de fondos públicos.
- Decreto 2745/90: indultó al exministro de Economía José Alfredo Martínez de Hoz procesado por participación en los delitos de lesa humanidad (secuestro y torturas) contra Federico y Miguel Ernesto Guthein.
- Decreto 2746/90: indultó al exmilitar Guillermo Suárez Mason por delitos de lesa humanidad.

## Inconstitucionalidad de los indultos
Luego de que en 2003 el Congreso de la Nación declarara la nulidad de las leyes de Punto Final y Obediencia Debida algunos jueces comenzaron a declarar inconstitucionales aquellos indultos referidos a crímenes de lesa humanidad y a reabrir los casos. 
El 15 de junio de 2006 la Cámara de Casación Penal, máximo tribunal penal de Argentina, consideró que los indultos concedidos en delitos de lesa humanidad eran inconstitucionales.
El 31 de agosto de 2010 la Corte Suprema de Justicia confirmó sentencias de tribunales inferiores, dictando que los indultos no fueron constitucionales y las condenas que anularon debían ser cumplidas.